# ليزا إليس
ليزا إليس (بالإنجليزية: Lisa Ellis)‏ هي ملاكمة كيك بوكسينغ أمريكية، ولدت في 15 نوفمبر 1982 في وودإنفيل في الولايات المتحدة.

## وصلات خارجية
- الموقع الرسمي
- ليزا إليس على موقع يو إف سي (الإنجليزية)
- ليزا إليس على موقع بيلاتور (الإنجليزية)
- ليزا إليس على موقع شيردوغ (الإنجليزية)
- ليزا إليس على موقع IMDb (الإنجليزية)